# Torben Frank
Torben Frank (* 16. Juni 1968 in Kopenhagen) ist ein ehemaliger dänischer Fußballspieler. Als Spieler gewann er unter anderem vier Mal die dänische Meisterschaft und wurde mit der Nationalmannschaft 1992 Europameister.

## Karriere

### Verein
Der Stürmer Frank begann im Kopenhagener Vorort Vallensbæk beim dortigen Sportverein mit dem Fußballspielen. Seine erste Station im Profibereich war Brøndby IF, wo er bis 1990 dreimal die dänische Meisterschaft und einmal den nationalen Pokal gewann. Anschließend wechselte er zu Lyngby BK. Mit diesem Klub wurde er überraschend erneut dänischer Meister.
Nachdem Frank im Sommer 1992 mit der dänischen Nationalmannschaft in Schweden Europameister geworden war, verpflichtete ihn der französische Klub Olympique Lyon, ohne eine vorherige ärztliche Untersuchung, für eine Ablösesumme in Höhe von sechs Millionen Franc. Während des ersten Testspiels für seinen neuen Klub musste er das Spielfeld nach einer halben Stunde aufgrund von Kniebeschwerden verlassen. Nach weiteren Untersuchungen stellte sich heraus, dass Frank an einer angeborenen Fehlbildung litt, die weder sein ehemaliger Verein noch er selbst dem Verein vor seiner Verpflichtung angezeigt hatten. Es folgen mehr als zwei Jahre rechtliche Auseinandersetzungen zwischen dem Spieler, dem Klub aus Lyon, dem französischen und dem dänischen Verband sowie der UEFA und der FIFA. 1995 verließ er Olympique, ohne dort ein einziges Pflichtspiel bestritten zu haben.
Frank kehrte nach Dänemark zurück, wo er bis 1998 noch für Lyngby, BK Frem und Køge BK spielte. Aufgrund seiner Knieverletzung erreichte er jedoch nie wieder sein früheres Leistungsniveau.

### Nationalmannschaft
Nachdem er mehrere Juniorennationalmannschaften des dänischen Verbands durchlaufen hatte, debütierte Frank im April 1991 für die dänische A-Auswahl, als er in einem Freundschaftsspiel gegen Bulgarien eingewechselt wurde. Für die anschließenden Partien in der Qualifikation für die Europameisterschaft 1992 wurde er zunächst nicht mehr in den Kader berufen. Nachdem Dänemark kurz vor Beginn der Fußball-Europameisterschaft 1992 in Schweden anstelle des disqualifizierten Jugoslawien nachrückte, wurde Frank von Nationaltrainer Richard Møller Nielsen kurzfristig in das dänische Aufgebot berufen. Mit zwei Einsätzen in den Vorrundenspielen gegen den Gastgeber und Frankreich trug er seinen Teil zum überraschenden Titelgewinn der dänischen Nationalmannschaft bei.
Insgesamt bestritt Frank fünf Länderspiele für Dänemark, in denen er ohne Torerfolg blieb.

## Erfolge
- Dänischer Meister: 1987, 1988, 1990, 1992
- Dänischer Pokalsieger: 1989
- Europameister: 1992